# Dragonul roșu (roman)
Red Dragon este romanul lui Thomas Harris, ecranizat in 2002. In film joaca Anthony Hopkins, Edward Norton, Ralph Fiennes si Harvey Keitel. Este povestea unui agent FBI retras din activitate, care are insusiri psihologice si este angajat in misiunea de a urmari si prinde un misterios asasin in serie supranumit "The Tooth Fairy" (Zana Maseluta). Acest criminal actioneaza copiind stilul geniului criminal Hannibal "The Cannibal" Lecter.